# Gazzetta del Sud
Die Gazzetta del Sud (Blatt des Südens)  ist eine italienische Tageszeitung, die 1952 in Messina, Sizilien gegründet wurde. Sie ist eine der wichtigsten Zeitungen im südlichen Italien, hat die größte Leserschaft in Kalabrien und ist die am drittmeisten gelesene Tageszeitung in Sizilien, nach Giornale di Sicilia und La Sicilia. Derzeit werden fünf verschiedene Lokalausgaben veröffentlicht:
- Messina
- Reggio di Calabria
- Cosenza
- Catanzaro-Crotone-Lamezia Terme-Vibo Valentia
- Catania-Ragusa-Siracusa

## Geschichte
Im Jahre 1952 wurde die Gazzetta del Sud von dem piemontesischen Geschäftsmann Uberto Bonino, Mitglied der Italienischen Liberalen Partei gegründet. Seit 2006 ist das Blatt eine Boulevardzeitung. Im Jahr 2017 übernimmt er die Steuerung des Wettbewerbers Giornale di Sicilia.